# Пенниман, Мэри
Мэри Пенниман (англ. Mary Pennyman), она же Мэри Борехэм (англ. Mary Boreham, 1630 — 1701) — английская религиозная полемистка и жена скандального диссидента-квакера Джона Пеннимана.

## Биография
Она родилась 1 мая 1630 года и была дочерью Эдварда Херона, хотя другой источник утверждает, что она родилась в 1631 году у Николаса Бонда из Лондона.
Мэри вышла замуж за квакера Генри Борхэма (или Боремана). В 1662 году она была ненадолго заключена в тюрьму после восстания Людей пятой монархии. Её муж был заключён в тюрьму «за продажу религиозных книг» и умер в тюрьме в том же году, оставив Мэри с тремя детьми (и беременной четвёртым). В 1670 году она оставила свой бизнес (магазин масел на Лиденхолл-стрит в Лондоне) и переехала жить к двум другим вдовам (одной из которых, возможно, была Джейн Лид) в Тоттенем. Там она отмежевалась от квакеров и связалась с бывшим квакером Джоном Пенниманом, от которого отрёкся Джордж Фокс, и который начал проводить собственные собрания в 1660-х годах. К 1670 году Пенниман, который изначально был женат на сестре Мэри (Элизабет Херон или Дине Бонд), овдовел.
Мэри верила, что Бог побудил её переехать к Пенниману в 1671 году. Пенниман арендовал зал, чтобы накормить 250 человек, и объявил о своей свадьбе на церемонии, которая была широко осмеяна окружающими. Свадебный пир с 27 пирогами из оленины и бочкой красного вина был полной противоположностью тому, что советовали квакеры, и Уильям Пенн выступил с заявлением в печати, чтобы указать на это. Другие, такие как Томас и Энн Мадд, остались близкими друзьями и последователями.
Многие письма и сочинения Мэри включены в публикации её мужа.
В 1672–1673 годах пара верила, что Бог побудил их пройти через Эссекс и Хартфордшир. В 1691 году они переехали жить к зятю Пеннимана в Бишопсгейт, а затем перебрались в деревню. Мэри Пенниман умерла в 1701 году после продолжительной болезни.

## Труды
- (с John Pennyman) The Ark is begun to be opened (the waters being somewhat abated)..., 1671
- John Pennyman's Instruction to his Children, 1674
- The Quakers Rejected, 1676?
- (ред. John Pennyman) Some of the letters which were written by Mrs. Mary Pennyman, relating to an Holy and Heavenly Conversation, in which she lived to her Dying-Day, 1701–2.